# اچ‌ام‌اس فالموس (۱۹۱۰)
اچ‌ام‌اس فالموس (۱۹۱۰) (به انگلیسی: HMS Falmouth (1910)) یک زیردریایی بود که طول آن ۴۵۳ فوت (۱۳۸ متر) بود. این زیردریایی در سال ۱۹۱۰ ساخته شد.